# Arbatsko-Pokrovskaja (linka metra v Moskvě)

Poloha linky na mapě města

Arbatsko-Pokrovskaja (rusky Арба́тско-Покро́вская) je jedna z linek moskevského metra. Značí se modrou barvou, alternativně číslem 3. Má 21 stanic a dlouhá je 44,3 km.

## Charakter linky
Přestože je linka označena jako třetí, zprovozněna byla jako druhá; její nejstarší stanice jsou z roku 1938. Prochází skrz město a spojuje jeho východ se západem. Nejstarší stanice patří k tzv. stalinistické architektuře; jsou to bohatě zdobené stanice (například Plošaď Revoljucii nebo Elektrozavodskaja). Většina z nich je ražených a založených hluboko pod zemí. Ta nejhlubší, Park Pobědy, dokonce 87 m pod povrchem (průměr na trasu je 30 m), což z ní činí jednu z nejhlubších stanic metra na světě vůbec. Hluboké založení stanic je důsledkem tehdejší obavy z možné jaderné války v první polovině 50. let 20. století, kdy stanice byly budovány a kromě přepravy cestujících měly sloužit také jako kryty. Kvůli tomu dokonce musela být již vybudovaná část mělce založené trasy přeložena (a vznikla tak linka 4 – Filjovskaja). Linka má vlastní depo s názvem Izmajlovo.

## Dějiny

### Chronologie otevírání jednotlivých úseků
| Úsek | Datum otevření    | Délka |
| --- | ----------------- | --- |
| Arbatskaja – Ploščaď Revoljucii                                                                                      | 13. březen 1938   | 2,3 km |
| Ploščaď Revoljucii – Partizanskaja                                                                                   | 18. leden 1944    | 7,1 km |
| Elektrozavodskaja | 15. květen 1944   | 0 km |
| Ploščaď Revoljucii – Kijevskaja (změna vedení linky a de facto zrušení prvního úseku; zůstal pouze jako manipulační) | 5. duben 1953     | 3,9 – 4 km |
| Partizanskaja – Pervomajskaja (dočasná)                                                                              | 24. září 1954     | 1,5 km |
| Partizanskaja – Pervomajskaja                                                                                        | 21. říjen 1961    | 3,8 – 1,5 km |
| Pervomajskaja – Ščjolkovskaja                                                                                        | 22. červenec 1963 | 1,6 km |
| Kijevskaja – Park Pobědy                                                                                             | 6. květen 2003    | 3,2 km |
| Park Pobědy – Strogino                                                                                               | 7. leden 2008     | 15,1 km (vč. úseku přes nedostavěnou stanici Slavjanskij bulvar a úseku Kuncevskaja – Krylatskoje původně patřícího lince Filjovskaja) |
| Slavjanskij bulvar                                                                                                   | 7. září 2008      | 0 km |
| Strogino – Mitino | 26. prosinec 2009 | 6,6 km |
| Mitino – Pjatnickoje šosse                                                                                           | 28. prosinec 2012 | |
| Celkem | 22 stanic         | 45,1 km |

### Nehoda v červenci 2014
Dne 15. července 2014 došlo na lince k vážné nehodě, když vykolejila souprava mezi stanicemi Park Pobědy a Slavjanskij bulvar. K následujícímu dni bylo hlášeno 22 mrtvých a více než stovka zraněných. Více než padesát z nich přitom bylo ve vážném stavu a očekávalo se, že počet mrtvých stoupne.

## Současnost
Ze stanice Ščjolkovskaja dojde k prodloužení linky východním směrem do stanice Goljanovo, která se bude nacházet ve stejnojmenné čtvrti. Ke zprovoznění úseku by mělo dojít v roce 2027.

## Stanice
- Ščjolkovskaja
- Pervomajskaja
- Izmajlovskaja
- Partizanskaja
- Semjonovskaja
- Elektrozavodskaja
- Baumanskaja
- Kurskaja (přestupní)
- Ploščaď Revoljucii (přestupní)
- Arbatskaja (přestupní)
- Smolenskaja
- Kijevskaja (přestupní)
- Park Pobědy (přestupní)
- Slavjanskij bulvar
- Kuncevskaja (přestupní)
- Molodjožnaja
- Krylatskoje
- Strogino
- Mjakinino
- Volokolamskaja
- Mitino
- Pjatnickoje šosse

## Fotogalerie

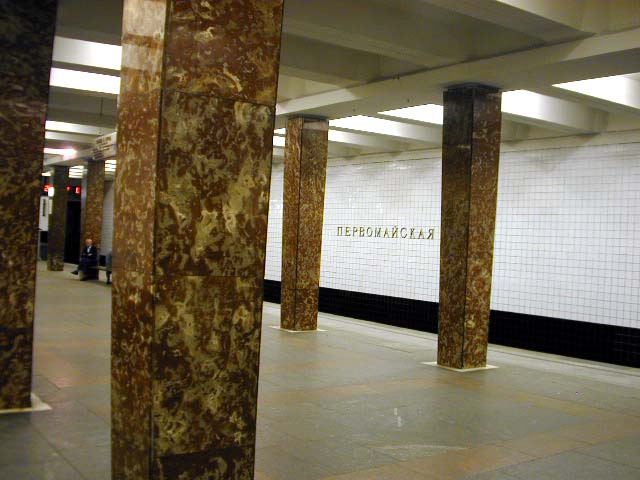
Stanice Pervomajskaja
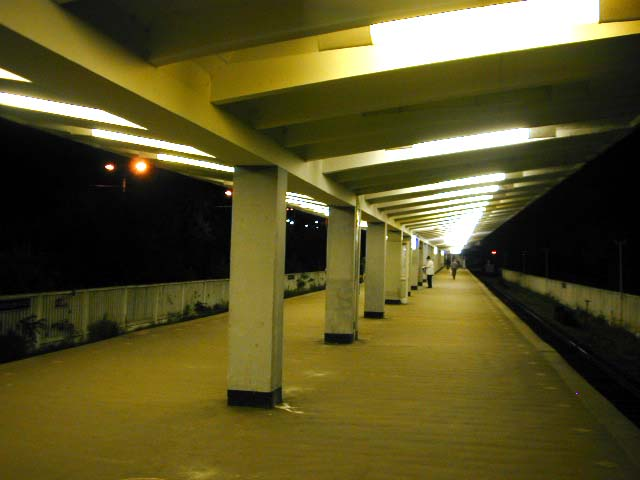
Stanice Izmajlovskaja
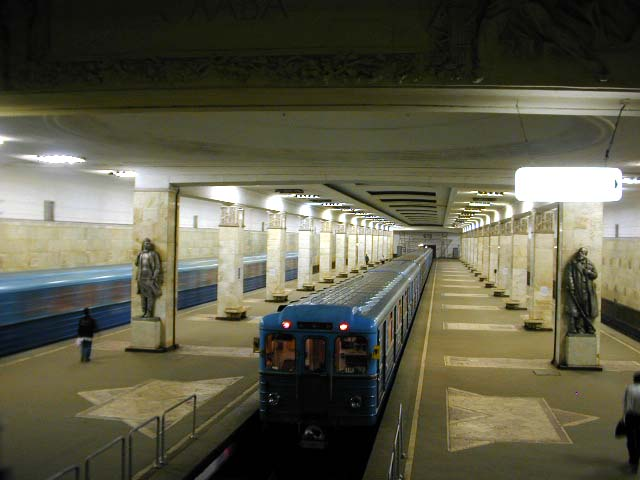
Stanice Partizanskaja